# Vaspowrak Minasyan
Vaspowrak Minasyan (in armeno Վասպուրակ Մինասյան?; Erevan, 29 giugno 1994) è un calciatore armeno, difensore del Ganjasar.

## Carriera

### Club
Ha giocato nella prima divisione armena.

### Nazionale
Ha giocato nelle nazionali giovanili armene Under-17, Under-19 ed Under-21.

## Palmarès

### Club

#### Competizioni nazionali
- Supercoppa d'Armenia: 2

P'yownik: 2011, 2015
- Coppa d'Armenia: 4

P'yownik: 2012-2013, 2013-2014, 2014-2015
Ganjasar: 2017-2018
- Campionato armeno: 1

P'yownik: 2014-2015